# Semiothisa rectistriaria
Semiothisa rectistriaria är en fjärilsart som beskrevs av Herrich-Schäffer 1858. Semiothisa rectistriaria ingår i släktet Semiothisa och familjen mätare. Inga underarter finns listade i Catalogue of Life.